# Плоская (гора, Кейвы)
Плоская — гора на Кольском полуострове в массиве Кейвы, месторождение минералов (амазонитовые пегматиты), геологический памятник природы.

## Географическое положение
Гора Плоская находится в 2,5-3 км в западном направлении от г. Вюнцпахх и 34 км к северо-западу от поселка Краснощелье, в 80 км к востоку от села Ловозеро, Ловозерский район, задернованная плоская возвышенность Кейвов Кольского полуострова.

## Описание
Гора Плоская является крупнейшим месторождением поделочного амазонита, уникальность объекта обеспечивает богатая редкоземельность, с селекцией иттербиевой минерализации. В 1956 году в ходе горных работ было выявлено несколько пегматитовых жил с амазонитом. Самая большая (гигантская) жила № 19 стала месторождением минералов. Жила расположена на западном склоне горы. Длина 220 м, мощность — 8-25 м, простирание широтное. В жиле разделяют несколько зон: кварцевая, кварц-амозонит-альбитовая и амазонитовая зоны. В состав жилы входят такие минералы как: амазонит, Бисмутит, Вульфенит, вюнцпахкит-(Y) — новый минерал, галенит, кейвиит Y (новый минерал, 1985), кулиокит, плюмбомикролит, силленит, форманит, и др.
В настоящее время месторождение на амазонит не разрабатывается.
Климат данного района суров и резко изменчив, соответствует географическому положению, среднегодовая температура составляет −4,8-+3,7 °С, зимой −8—13,1 °С, летом 7,7-9,5 °С, количество осадков в пределах 500-1000мм/г.